# Чарлз Дау
Чарлз Хенри Дау (6 ноември 1851 – 4 декември 1902) е американски журналист и финансист.
Известен е като съосновател на Dow Jones & Company заедно с Едуард Джоунс (статистик) и Чарлз Бергстресър.

## Биография
Роден в Стърлинг, Кънектикът, Дау не завършва гимназия.
Основател е на Уолстрийт Джърнъл, което се превръща в едно от най-уважаваните финансови издания в света.
През 1896 г. Дау създава известния и до днес промишлен индекс Дау Джоунс за Уолстрийт Джърнъл, като събира цените на дванадесетте най-важни акции на Нюйоркската фондова борса и разделя получената сума на дванадесет. Първата котировка е 40,94 пункта на 26 май 1896 г.
Умира в Бруклин, Ню Йорк.